# Преображенский собор (Сумы)
Спасо-Преображенский кафедральный собор (укр. Спасо-Преображенський кафедральний собор) — православный кафедральный собор Сумской епархии УПЦ.

## Описание
Двухкупольный, крестообразный в плане собор объединил в себе элементы разных стилей, таких как ренессанс, барокко и классицизм.
В барабане с позолоченным куполом размещены четыре 3-метровые скульптуры апостолов — по одной на каждый угол. Их объединяет Балюстрада чёрного цвета. На фасадах и карнизах есть много лепных, мастерски выполненных деталей.
Колокольня собора построена в стиле барокко. Два яруса примыкают к притвору, три других представляют собой четырёхугольную башню. Колокольня завершается небольшим сферичным куполом с фигурами святых.
В середине храма можно увидеть лепнину по мрамору и много художественных работ на библейскую тему. Иконостас выполнен из белого мрамора и малахита.

## История храма
Двухъярусный собор был возведён в центре города, на месте деревянной церкви. Первый архитектор, спроектировавший храм, неизвестен.
В середине XIX века храм начал приходить в непригодность, поэтому в 1858 году он был несколько перестроен и превратился из двухъярусного в одноэтажный. Однако храм ещё не приобрёл современный нам вид. С 1882 по 1892 год была проведена капитальная реконструкция под руководством академика архитектуры Михаила Ловцова. Меценатами обновительных робот были сумские купцы Николай и Дмитрий Сухановы.
К собору пристроили 56-метровую колокольню, на которой установили куранты, заказанные и изготовленные в Англии. Во время гражданской войны они были повреждены и лишь в 1947 году отремонтированы работниками завода им. Фрунзе. С того времени куранты заводят только один раз в трое суток и в этом они превосходят кремлёвские, которые заводят каждые 12 часов.
В храме мастерами были отлично выполнены интерьер и роспись иконостаса. Живописные работы на библейские темы были выполнены известными русскими художниками Клавдием Лебедевым, Михаилом Нестеровым и Владимиром Маковским.

### Корсунская икона Божией Матери
Корсунская икона Божией Матери была покровительницей Сум и почти триста лет находилась в Спасо-Преображенском соборе. Надеясь обрести прозрение, к ней приходили сотни слепых, оставляли при ней золото и ювелирные изделия. Согласно легенде, эта икона была одним из списков той, которую привёз в Киев князь Владимир. Её признали чудотворной. Каждой осенью с ней проводятся крестные ходы, начавшиеся ещё в XIX по инициативе мецената реконструкции Спасо-Преображенского собора Дмитрия Суханова.
24 марта 2009 года Корсунскую икону Божьей Матери похитили. Милиция предположила, что похитителя привлёк её золотой оклад. Во время вечерней службы чудотворная икона ещё была в соборе, но уже на утро, когда люди пришли в храм, её уже не было. Следов взлома сотрудники милиции не установили, поэтому следствие предположило, что злоумышленник спрятался где-то в храме во время вечерней службы, а потом, спрятав икону под одеждой, утром спокойно вышел из помещения, когда собор уже был открыт. Сторож не мог зайти ночью в храм и не слышал ничего подозрительного. Сигнализации в храме не было.

## Галерея
- Колокольня
- Вид сверху
- Фасад собора
- Купол собора
- Колокольня ночью